# چرنووکووو (استان شومن)
چرنووکووو (به بلغاری: Chernookovo) یک منطقهٔ مسکونی در بلغارستان است که در استان شومن واقع شده‌است.
 چرنووکووو ۱۴٫۶۵۹ کیلومتر مربع مساحت و ۵۶۲ نفر جمعیت دارد.